# Jean Pfaff
Jean Pfaff (* 13. April 1945 in Basel) ist ein Schweizer Bildender Künstler und Autor. Er schuf zahlreiche Farbgestaltungen im architektonischen Bereich, verbunden mit Publikationen zum Thema.

## Leben und Werk

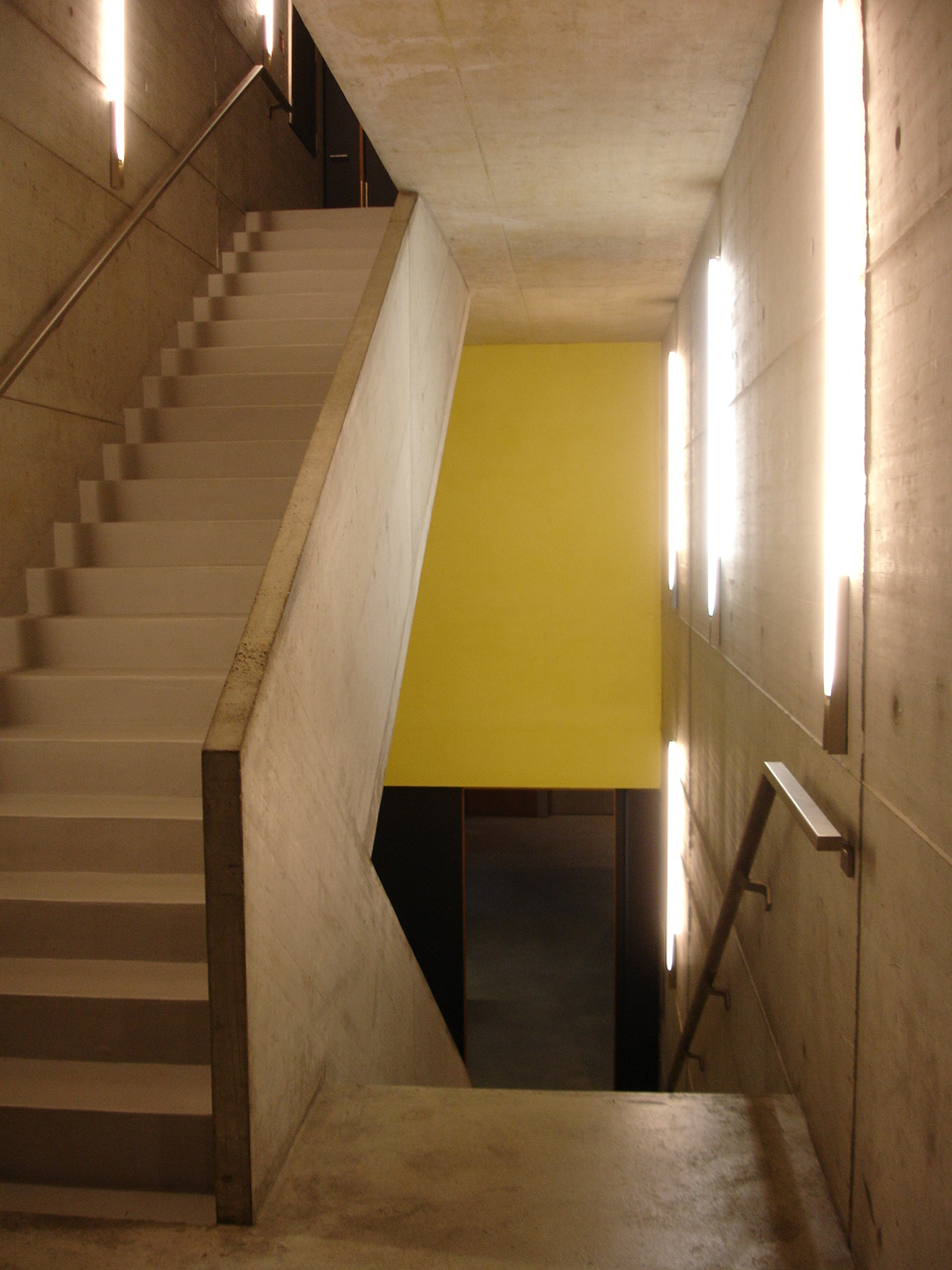
Gestaltung der Treppenhäuser. Berner Fachhochschule, Departement Architektur, Holz und Bau

Jean Pfaff wuchs in Arlesheim auf und absolvierte von 1960 bis 1963 eine Lehre als Hochbauzeichner in Basel.
Von 1965 bis 1967 hielt er sich er an der Akademie der Bildenden Künste München auf und war ein Schüler von Jean-Jacques Deyrolle. Danach besuchte er bis 1968 die Staatliche Hochschule für bildende Künste in Hamburg. Dort war ein Schüler von Almir Mavignier und Max Bill. Während des Studiums beschäftigte sich Jean Pfaff intensiv mit Farbtheorien. Pfaff erhielt verschiedene Stipendien, so u. a. 1968, 1974 und 1975 ein eidgenössisches Kunststipendium.
Ab Mitte der 1980er-Jahre wandte sich Jean Pfaff zunehmend architektonischen Farbgestaltungen in privaten und öffentlichen Bauten zu, für die er zahlreiche Preise erhielt.
1985 erhielt Jean Pfaff die Auszeichnung der Stiftung für die Graphische Kunst in der Schweiz. 1986 war er Mitbegründer des Verlags für Originalgrafik, der «Edition Cestio» in Basel.
Jean Pfaff stellte seine Werke in zahlreichen Einzel- und Gruppenausstellungen im In- und Ausland aus. Zudem sind sie in zahlreichen öffentlichen Sammlungen vertreten.